# Simon Olivier
Pour les articles homonymes, voir Olivier (homonymie).
Simon Olivier (né le 19 février 1972 à Québec, dans la province de Québec au Canada) est un joueur professionnel canadien de hockey sur glace.

## Carrière en club
Après avoir disputé trois matchs avec le Titan de Laval de la Ligue de hockey junior majeur du Québec, il passe deux saisons avec l’Université de Brandon.
Il commence sa carrière professionnelle en 1995 avec les Blazers d'Oklahoma City de la Ligue centrale de hockey. Il passe ensuite une saison avec les Sea Wolves du Mississippi de l'East Coast Hockey League, puis il retourne trois saisons avec les Blazers d'Oklahoma City.
Il évolue ensuite dans la Ligue internationale de hockey avec les Aeros de Houston et le Moose du Manitoba, ainsi qu’avec les Panthers de Louisville et les Falcons de Springfield de la Ligue américaine de hockey et les Knights de New Haven de la United Hockey League.
Entre 2001 et 2003 il joue en Allemagne, avec le ERC Ingolstadt et le EC RT Bad Nauheim de la 2. Bundesliga.
En 2003-2004, il se joint au Prolab de Thetford Mines de la Ligue de hockey semi-professionnelle du Québec.
Il poursuit ensuite sa carrière dans la Ligue nord-américaine de hockey avec le CRS Express de Saint-Georges et le Poutrelles Delta de Sainte-Marie.
À l’été 2009, il devient entraîneur adjoint avec les Tigres de Victoriaville de la Ligue de hockey junior majeur du Québec, poste qu’il occupera pendant quatre saisons.
Au début de la saison 2013-2014, il fait un retour au jeu dans la LNAH dans l’uniforme de l’Isothermic de Thetford Mines.

## Parenté au hockey
- Son fils Mathieu Olivier est aussi joueur de hockey[5].

## Statistiques
| Saison    | Équipe                           | Ligue         |    | Saison régulière | Saison régulière | Saison régulière | Saison régulière | Saison régulière |   | Séries éliminatoires | Séries éliminatoires | Séries éliminatoires | Séries éliminatoires | Séries éliminatoires |
| Saison    | Équipe                           | Ligue         | PJ | B                | A                | Pts              | Pun              | PJ               | B | A                    | Pts                  | Pun                  |                      |                      |
| 1990-1991 | Titan de Laval                   | LHJMQ         | 3  | 0                | 0                | 0                | 0                | -                | - | -                    | -                    | -                    |                      |                      |
| 1993-1994 | Université de Brandon            | CWUAA[Quoi ?] | 28 | 25               | 27               | 52               | 0                | -                | - | -                    | -                    | -                    |                      |                      |
| 1994-1995 | Université de Brandon            | CWUAA         | 28 | 15               | 16               | 31               | 0                | -                | - | -                    | -                    | -                    |                      |                      |
| 1995-1996 | Blazers d'Oklahoma City          | LCH           | 45 | 17               | 19               | 36               | 136              | -                | - | -                    | -                    | -                    |                      |                      |
| 1996-1997 | Sea Wolves du Mississippi        | ECHL          | 67 | 8                | 13               | 21               | 230              | 3                | 1 | 1                    | 2                    | 12                   |                      |                      |
| 1997-1998 | Blazers d'Oklahoma City          | LCH           | 64 | 12               | 31               | 43               | 302              | 11               | 1 | 6                    | 7                    | 58                   |                      |                      |
| 1998-1999 | Blazers d'Oklahoma City          | LCH           | 51 | 14               | 34               | 48               | 153              | -                | - | -                    | -                    | -                    |                      |                      |
| 1999-2000 | Blazers d'Oklahoma City          | LCH           | 50 | 15               | 26               | 41               | 150              | -                | - | -                    | -                    | -                    |                      |                      |
| 1999-2000 | Aeros de Houston                 | LIH           | 19 | 0                | 1                | 1                | 45               | 1                | 0 | 0                    | 0                    | 0                    |                      |                      |
| 2000-2001 | Knights de New Haven             | UHL           | 59 | 19               | 33               | 52               | 163              | -                | - | -                    | -                    | -                    |                      |                      |
| 2000-2001 | Panthers de Louisville           | LAH           | 3  | 1                | 0                | 1                | 2                | -                | - | -                    | -                    | -                    |                      |                      |
| 2000-2001 | Falcons de Springfield           | LAH           | 2  | 1                | 0                | 1                | 4                | -                | - | -                    | -                    | -                    |                      |                      |
| 2000-2001 | Moose du Manitoba                | LIH           | 17 | 1                | 3                | 4                | 18               | 5                | 0 | 0                    | 0                    | 0                    |                      |                      |
| 2001-2002 | ERC Ingolstadt                   | 2. Bundesliga | 47 | 10               | 22               | 32               | 143              | 4                | 0 | 2                    | 2                    | 18                   |                      |                      |
| 2002-2003 | EC RT Bad Nauheim                | 2. Bundesliga | 54 | 9                | 20               | 29               | 131              | 5                | 0 | 0                    | 0                    | 6                    |                      |                      |
| 2003-2004 | Prolab de Thetford Mines         | LHSMQ         | 50 | 21               | 44               | 65               | 131              | 15               | 8 | 11                   | 19                   | 23                   |                      |                      |
| 2004-2005 | Prolab de Thetford Mines         | LNAH          | 34 | 12               | 17               | 29               | 80               | 17               | 1 | 6                    | 7                    | 24                   |                      |                      |
| 2005-2006 | CRS Express de Saint-Georges     | LNAH          | 58 | 19               | 44               | 63               | 79               | 4                | 0 | 1                    | 1                    | 6                    |                      |                      |
| 2006-2007 | CRS Express de Saint-Georges     | LNAH          | 47 | 14               | 49               | 63               | 60               | 10               | 3 | 12                   | 15                   | 16                   |                      |                      |
| 2007-2008 | CRS Express de Saint-Georges     | LNAH          | 51 | 11               | 34               | 45               | 111              | 11               | 2 | 12                   | 14                   | 20                   |                      |                      |
| 2008-2009 | Poutrelles Delta de Sainte-Marie | LNAH          | 30 | 12               | 19               | 31               | 47               | -                | - | -                    | -                    | -                    |                      |                      |
| 2013-2014 | Isothermic de Thetford Mines     | LNAH          | 24 | 6                | 15               | 21               | 26               | 1                | 0 | 1                    | 1                    | 0                    |                      |                      |